# 迈特罗多鲁斯 (拉穆普萨库斯)
拉穆普萨库斯的迈特罗多鲁斯（希臘語：Μητρόδωρος Λαμψακηνός，前331年—前278年），古希腊伊壁鸠鲁学派哲学家之一，伊壁鸠鲁最得意的门生。曾把其《迈特罗多鲁斯》等作品题献给他。他先于伊壁鸠鲁去世，按其遗愿，伊壁鸠鲁负责照顾他的儿女。